# Rovinjsko Selo
Rovinjsko Selo (tal. Villa di Rovigno) je naselje u Istarskoj županiji.

## Zemljopis
Nalazi se u Hrvatskoj, 2 km južno od Limskog kanala, u brdu. Bliže se nalazi dnu zaljeva. Položaj mu je 45°6' 23" sjeverne zemljopisne širine i 13°42' 56" istočne zemljopisne dužine.
Upravnom organizacijom pripada gradu Rovinju, iako nije fizički spojeno s njime. Od samog naselja Rovinja je zračno udaljen 3 km. S Rovinjem ga veže prometnica koja vodi od Rovinja do Kanfanara.

## Povijest
Osnovano je u 16. stoljeću. Osnovale su ga izbjeglice s juga Hrvatske iz zadarske okolice koji su bježali pred osmanskim osvajačima. Na mjestu današnjeg Rovinjskog Sela su se 1526. doselili, uz pristanak mletačkih vlasti. Područje Rovinjskog Sela je bilo naseljeno i prije, o čemu svjedoče gradine i nalazi iz starorimskog doba.
Rovinjskim Selom se bavio dr. Vjekoslav Bratulić, o kojem je napisao monografiju Rovinjsko selo : monografija jednog istarskog sela . Bratulić je za svoj znanstveni rad na izučavanju područja poluotoka Istre, grada Rijeke i Primorske dobio 1981. godine godišnju nagradu Grada Rijeke.

## Gospodarstvo
Važne gospodarske grane su turizam, a tradicionalno su bile važne vinogradarstvo i vinarstvo. Danas posebno raste značaj agroturizmu.

## Stanovništvo
Na popisu 2001. je u Rovinjskom Selu živjelo oko 767 stanovnika. što ga čini jednim od najvećih sela na poluotoku Istri.
| broj stanovnika | 490   | 499   | 578   | 692   | 740   | 837   | 841   | 899   | 726   | 662   | 663   | 593   | 590   | 649   | 767   | 1238  | 1339  |
|                 | 1857. | 1869. | 1880. | 1890. | 1900. | 1910. | 1921. | 1931. | 1948. | 1953. | 1961. | 1971. | 1981. | 1991. | 2001. | 2011. | 2021. |

## Poznate osobe
Iz Rovinjskog Sela dolazi slikar Marčelo Brajnović.

## Šport
- NK Mladost, nogometni klub